# Georges Bernanos
Georges Bernanos (Paris, 20 de fevereiro de 1888 – Neuilly-sur-Seine, 5 de julho de 1948) foi um escritor e jornalista francês. Era um católico romano com inclinações monarquistas, um grande crítico da "burguesia" de sua época, que identificou como tendo um forte sentimento a que ele chamou derrotismo. Ele acreditava que isso levou a França a ser ocupada pela Alemanha em 1940 durante a Segunda Guerra Mundial.
Bernanos participou intensamente da vida política francesa: foi soldado de trincheira na Primeira Guerra Mundial e repórter na Guerra Civil Espanhola. Após a derrota da França para os alemães, em 1940, já exilado no Brasil, decide apoiar a ação da França Livre por meio de uma série de artigos de jornal, onde se coloca contra o regime de Vichy e ao serviço da Resistência francesa.

## Pensamento e obra
Católico, Bernanos está vinculado a uma visão do Cristianismo semelhante à de François Mauriac e Graham Greene, que é uma resposta de fé ao tema central da relação entre o ser humano e o mundo na literatura contemporânea.
Obteve sucesso literário principalmente por seus romances Sob o sol de Satã, de 1926, e Diário de um pároco de aldeia, de 1938. Em suas obras, Georges Bernanos explora a batalha espiritual do bem contra o mal, especialmente por meio da personagem de um padre católico que luta para a salvação das almas de seus paroquianos.

## Vida pessoal
Bernanos passou a infância em Fressin (Passo de Calais). Em 1917, casou-se com Jeanne Talbert d’Arc, descendente em linha direta de um irmão de Joana d'Arc. Georges e Jeanne tiveram seis filhos entre 1918 e 1933: Chantal, Yves, Claude, Michel, Dominique e Jean-Loup.
Em parte por razões financeiras, Bernanos se estabeleceu em Maiorca, quando a Guerra Civil Espanhola eclodiu. Inicialmente apoiou Franco, mas logo em seguida ficou chocado com a selvajaria dos combates e, indignado com a cumplicidade do clero espanhol, mudou de posição.
Durante o período de 1938 a 1945, revoltado com o armistício franco-germânico, exilou-se no Brasil.
Mesmo após a Liberação de Paris, continuou sua vida nômade (mudou-se trinta vezes em sua vida). O general de Gaulle o convidou para retornar à França, propondo-lhe uma posição no governo. Apesar de uma profunda admiração por ele, o romancista recusa essa oferta. Recusou também, por três vezes, a Legião de Honra e uma cadeira na Academia Francesa.

## Exílio no Brasil
Em julho de 1938, dois meses antes do acordo de Munique, a vergonha que sentiu diante da fraqueza dos políticos franceses contra a Alemanha de Hitler levou Bernanos a decidir-se por um exílio na América do Sul. Inicialmente tencionava estabelecer-se no Paraguai, mas acabou ficando no Brasil, onde chegou acompanhado da mulher, dos filhos e de um sobrinho. Primeiro foi para Itaipava, no estado do Rio de Janeiro; depois residiu em Juiz de Fora, Vassouras, Pirapora e Barbacena. Em sua casa em Barbacena, recebeu, entre outros, o escritor alemão Stefan Zweig, pouco antes deste se suicidar. Tal casa foi depois transformada no "Museu George Bernanos".
No Brasil, Bernanos escreveu Les enfants humiliés, Lettre aux Anglais, Le Chemin de la Croix-des-Ames e La France contre les Robots e terminou sua obra Monsieur Ouine, que publicou na França, em 1946.
No Brasil, Georges Bernanos angariou muitas amizades e influenciou uma série de escritores. Conviveu com Jorge de Lima, Alceu Amoroso Lima, Henrique Hargreaves, Virgílio de Mello Franco, Augusto Frederico Schmidt, Álvaro Lins, Geraldo França de Lima, Hélio Pelegrino, entre outros. Essa fase brasileira foi muito bem retratada por Sébastien Lapaque no livro Sob o sol do exílio: Georges Bernanos no Brasil (1938-1945), publicado pela É Realizações Editora, e por Hubert Jacques Sarrazin no livro Bernanos no Brasil, publicado pela editora Vozes.

## Obras

### Obras de Bernanos traduzidas para o português
- Senhor Ouine, trad. Pablo Simpson. São Paulo: É Realizações Editora, 2019.
- A França contra os Robôs, trad. Lara Christina de Malimpensa. São Paulo: É Realizações Editora, 2018.
- Os Grandes Cemitérios sob a Lua, trad. Luiz Paulo Rouanet. São Paulo: É Realizações Editora, 2015.
- Diálogos das Carmelitas, trad. Roberto Mallet. São Paulo: É Realizações Editora, 2013.
- Joana, Relapsa e Santa, trad. Pedro Sette-Câmara. São Paulo: É Realizações Editora, 2013.
- Um Sonho Ruim, trad. Pedro Sette-Câmara. São Paulo: É Realizações Editora, 2013.
- Diário de um Pároco de Aldeia, trad. Edgar de Godoi da Mata-Machado. São Paulo: É Realizações Editora, 2011.
- Nova História de Mouchette, trad. Pablo Simpson. São Paulo: É Realizações Editora, 2011.
- Sob o Sol de Satã, trad. Jorge de Lima. São Paulo: É Realizações Editora, 2010.
- São Domingos, trad. André Luís Tavares. São Paulo: É Realizações, 2022.

### Obras sobre Bernanos em português
- Sébastien Lapaque, Esse Paraíso da Tristeza, trad. Roberto Mallet. São Paulo: É Realizações Editora, 2018.
- Sébastien Lapaque, Sob o Sol do Exílio: Georges Bernanos no Brasil (1938-1945), trad. Pablo Simpson. São Paulo: É Realizações Editora, 2014.
- Hubert Jacques Sarrazin (org.), Bernanos no Brasil. Petrópolis: Vozes, 1968.

### Todas as obras de Bernanos (em francês)
- Sous le soleil de Satan (Sob o sol de Satã), Paris, Plon, 1926, nova edição, Paris, Le Castor Astral, 2008,
- L'Imposture (A Impostura), Paris, Plon, 1927.
- La Joie, La Revue universelle (A Alegria, A Revista universal), 1928 ; Paris, Plon, 1929 (Prémio Fémina), 1929.
- La grande peur des bien-pensants (O grande medo dos bem-pensantes), 1931.
- Un crime (Um crime) Paris, Plon, 1935
- Le journal d'un curé de campagne (Diário de um pároco de aldeia), La Revue hebdomadaire, 1935-1936; Paris, Plon, 1936.
- Nouvelle Histoire de Mouchette (Nova História de Mouchette), Paris, Plon, 1937.
- Les grands cimetières sous la lune (Os grandes cemitérios sob a Lua), 1938.
- Monsieur Ouine (O senhor Ouine), Rio de Janeiro, 1943; Paris, Plon, 1946; reedição. Le Castor Astral, 2008.
- Un mauvais rêve (Um sonho ruim), Paris, Plon, 1950.
- Jeanne
- Relapse et sainte (Relapsa e santa)
- Le Chemin de la Croix-des-Ames (O Caminho da Cruz das Almas)
- La France contre les robots (A França contra os robôs)
- Les enfants humiliés (As crianças humilhadas)
- Une nuit (Uma noite)
- Scandale de la verité (Escândalo da verdade)
- Saint Dominique (São Domingos)
- Nous autres Français (Nós outros os franceses)
- Lettre aux Anglais (Carta aos ingleses)
- Dialogues des Carmélites (Diálogos das Carmelitas, adaptação de uma novela de Gertrud von Le Fort para o teatro, disponível em português, em edição da Agir, tradução de Marina Telles de Menezes Rocha, 1960).